# Christopher Chandiramani
Christopher Chandiramani (* 9. März 1957 in Zürich) ist ein Schweizer Finanzanalytiker und Politiker (SVP). Er wurde bekannt, als er im Juli 2000 die Bank Credit Suisse nach einem negativen Börsenkommentar über die Swissair verlassen musste. Vom Frühjahr 2008 bis zum Mai 2012 sass er als Abgeordneter der Schweizerischen Volkspartei (SVP) im St. Galler Kantonsrat. Des Weiteren rückte er mit der Wahl von Barbara Keller-Inhelder zur Nationalrätin im Oktober 2015 als erster Ersatzmann wieder in den Kantonsrat nach.

## Leben
Christopher Chandiramani wurde als Sohn eines indischen Einwanderers und einer Luzernerin geboren. Er wuchs in Freiburg im Üechtland auf, wo er die Primarschule und das Gymnasium Kollegium St. Michael absolvierte. An der Universität Bern studierte er anschließend Volkswirtschaftslehre, Betriebswirtschaftslehre und Handelsrecht. Bereits während der Universitätszeit arbeitete er als Werkstudent auf dem Zürcher Bankenplatz und spezialisierte sich auf die Analyse von Schweizer Aktien inklusive Nebenwerte.
Bei der Credit Suisse Group (früher Schweizerischen Kreditanstalt/Volksbank) und später auch bei der Bank Sarasin und anderen Finanzinstituten arbeitete er fast 30 Jahre als Finanzanalyst, Fondsmanager und Berater im Aktienhandel. Nach seiner Entlassung bei der CS ging er in Zürich vor Arbeitsgericht und erstritt sich eine Abgangsentschädigung wegen missbräuchlicher Entlassung. Der Fall warf damals hohe Wellen, weil die Unabhängigkeit der Analysten in Frage gestellt wurde.
Bei den Zeitschriften Cash und Swiss-Equity-Medien (Nebenwertejournal) sammelte er journalistischen Erfahrungen. Seit April 2008 arbeitet Christopher Chandiramani bei einem Vermögensverwaltungsunternehmen in Zürich. Seit 2006 ist er auch in der Politik aktiv, zunächst in der Geschäftsprüfungskommission der Stadt Rapperswil-Jona und seit Frühjahr 2008 als SVP-Abgeordneter im St. Galler Kantonsrat.
Er war bis 1997 verheiratet und hat zwei Söhne.